# Giacomo Petrobelli
Pas d'image ? Cliquez ici
Giacomo Petrobelli, né le 7 novembre 1975 à Venise, est un pilote automobile italien.

## Carrière
En 2006, il participe à la Formule Palmer Audi et termine sixième.
En 2009, il prend part aux 1 000 kilomètres de Catalogne, ainsi qu'aux 1 000 kilomètres de Spa avec l'écurie FBR, au volant d'une Ferrari F430 GTC.
En 2011, il participe à la manche de Navarre en championnat d'Europe FIA GT3.
En 2012, il participe au Blancpain Endurance Series, dans la catégorie Pro-Am et remporte une course dans cette catégorie.